# Acacia maranoensis
Acacia maranoensis é uma espécie de leguminosa do gênero Acacia, pertencente à família Fabaceae.